# Wirat Nakparn
Wirat Nakparn (thailändisch วิรัตน์ นาคปาน, * 12. Dezember 1990) ist ein thailändischer Fußballspieler.

## Karriere
Wirat Nakparn spielte bis Ende 2016 beim BBCU FC. Der Verein aus der thailändischen Hauptstadt Bangkok spielte in der höchsten Liga des Landes, in der Thai Premier League. Ende 2016 musste der Verein in die zweite Liga absteigen. Nach dem Abstieg verließ er den Verein und schloss sich Nakhon Si Thammarat Unity an. Mit dem Verein aus Nakhon Si Thammarat spielte er in der dritten Liga, der Thai League 3, in der Lower Region. Nach einem Jahr wechselte er Anfang 2018 zum Zweitligaaufsteiger Samut Sakhon FC. Für den Verein aus Samut Sakhon spielte er 27-mal in der zweiten Liga, der Thai League 2. Nach Vertragsende nahm ihn Anfang 2020 der Ligakonkurrent Uthai Thani FC aus Uthai Thani unter Vertrag. Für Utha Thani absolvierte er 2020 fünf Zweitligaspiele. Ende Dezember 2020 wechselte er zum Ligakonkurrenten Udon Thani FC. In der Rückrunde absolvierte er ein Ligaspiel für den Verein aus Udon Thani. Nach der Saison wurde sein Vertrag aufgelöst.